# Championnat de France d'échecs des clubs 2000-2001
Navigation
Nationale 1 1999-2000 Nationale 1 2001-2002
Le championnat de France d'échecs des clubs 2000-2001 est sous la dénomination de Nationale 1 le plus haut niveau du championnat de France de ce sport. Seize clubs participent à cette édition de la compétition. Le champion était le Cercle d'échecs de Monte-Carlo.

## Clubs participants
- AJA - Echiquier Auxerrois (Auxerre)
- Cercle d'échecs de Bischwiller
- Bordeaux-Echecs
- Cannes
- Cappelle la Grande
- Clichy
- Drancy
- Orcher la Tour Gonfreville (Gonfreville-l'Orcher)
- Monaco
- Montpellier
- Mulhouse
- Nancy Est Échecs (Nancy)
- Échiquier Niçois (Nice)
- AJE Noyon (Noyon)
- Échiquier Orangeois (Orange)
- Strasbourg

## Compétition

### Classement
- Poule haute[1],[2]

| Club                 | Classement | Prec. | L1 dep. | Nb sais. | Pts. | j. | d.  | p. | c. |
| -------------------- | ---------- | ----- | ------- | -------- | ---- | -- | --- | -- | -- |
| Monaco               | 1re        | 3e    |         |          | 31   | 11 | 34  | 46 |    |
| Cannes               | 2e         | 5e    |         |          | 31   | 11 | 33  | 42 |    |
| Clichy               | 3e         | 1er   |         |          | 29   | 11 | 39  | 51 |    |
| Montpellier          | 4e         | 2e    |         |          | 25   | 11 | 12  | 38 |    |
| Mulhouse             | 5e         | 6e    |         |          | 24   | 11 | 2   | 31 |    |
| Strasbourg           | 6e         | 9e    |         |          | 22   | 11 | -6  | 25 |    |
| Auxerre R            | 7e         | 7e    |         |          | 20   | 11 | -7  | 28 |    |
| Gonfreville-l'Orcher | 8e         | 10e   |         |          | 19   | 11 | -11 | 27 |    |

- Poule basse
  - Nancy
  - Échiquier Niçois
  - AJE Noyon
  - Échiquier Orangeois
  - Bischwiller
  - Bordeaux-Échecs
  - Cappelle la Grande
  - Drancy